# Muhammad l’Maadi Abd Aziz
Muhammad l’Maadi Abd Aziz (* 21. November 1992 in Tutong, Brunei) ist ein bruneiischer Radsportler und der jüngere Bruder von Muhammad Raihaan Abd Aziz, der ebenfalls als Radsportler in Erscheinung tritt.

## Leben und Karriere
Seine ersten Versuche auf dem Mountainbike machte l’Maadi Abd Aziz im Jahre 2009 hinter seinem Elternhaus in Brunei. Schon bald nahm er an diversen Wettbewerben teil und nahm ab 2012 für das neugegründete bruneiische Radsportteam CCN Cycling Team an Rennen teil. So fuhr l’Maadi Abd Aziz, der in seinem Heimatland die Maktab Duli PMAMB, eine voruniversitäre Schuleinrichtung, besuchte, bereits im Jahre 2010 das U-19-Zeitfahren bei den Asiatischen Radsportmeisterschaften 2010, wo er 16. wurde. Von Ende April bis Anfang Mai 2012 nahm der Bruneier an der ersten Austragung der Tour of Borneo teil, wo er in der Gesamtwertung den 49. Platz erreichte. Ende August desselben Jahres startete er bei der Tour of East Java, wo er allerdings noch am ersten Tag bei der ersten Etappe zwischen Probolinggo und Malang vom laufenden Rennen ausschied und dieses nicht beenden konnte. Das gleiche Schicksal ereilte ihn bei der ersten Austragung der Banyuwangi Tour de Ijen, als er noch bei der Mittelgebirgsetappe zwischen Pesanggaran und Banyuwangi frühzeitig ausfiel. Nur etwas mehr als eine Woche später gelang ihm bei der ebenfalls ersten Austragung der Tour of Vietnam ein besseres Ergebnis; hierbei reichte es nach fünf absolvierten Etappen für einen 79. Platz in der Gesamtwertung.
2013 nahm l’Maadi Abd Aziz am Melaka Governor’s Cup in Malaysia teil, wo er selbst auf den 64. Platz kam und sein Teamkollege Lex Nederlof das Rennen über knapp 200 Kilometer gewann. In diesem Jahr nahm er erneut an der Tour of East Java teil, wo er es allerdings nur bis zur zweiten Etappe schaffte und danach ebenfalls ausfiel. Des Weiteren war er Teilnehmer der Südostasienspiele 2013, bei denen er in verschiedenen Straßenrennen (neben Einzel auch im Team) antrat und dabei den 39. Platz über die 163-km-Strecke belegte. Im darauffolgenden Jahr trainierte er für drei Monate am World Cycling Centre, auch WCC genannt, in Aigle VD in der Schweiz und schaffte so eine Basis für seine spätere Teilnahme an den Commonwealth Games 2014 in Glasgow. Dort trat er als einziger Teilnehmer seines Heimatlandes an und war dabei auch der Fahnenträger Bruneis bei diesem Großturnier. Bereits zuvor schloss er sich 2013 dem Radsportteam Elite-2 an und absolvierte Ende März 2014 das französische Eintagesrennen Annemasse–Bellegarde et retour sowie Ende Mai 2014 das U-23-Eintagesrennen der Asiatischen Radsportmeisterschaften 2014 im kasachischen Astana. Während er in Frankreich nur den 96. Platz belegte, wurde er beim U-23-Rennen bei den Asiatischen Radsportmeisterschaften Zehnter.
Bei den Spielen in Schottland nahm der Bruneier an drei verschiedenen Wettbewerben teil: dem Straßenrennen, dem 40-km-Punktefahren, sowie dem 20-km-Scratch. Während er das Straßenrennen und das 20-km-Scratch-Rennen nicht beenden konnte bzw. nicht durch die Qualifikationsphase kam, erreichte er bei der Qualifikation zum 40-km-Punktefahren den 13. Rang. Bisher nur an Rennen der UCI Continental Circuits teilnehmend ist eines seiner Hauptziele für ein Team der UCI WorldTour zu starten.